# Barringer-kráter
A Barringer-kráter vagy arizonai meteoritkráter a világ egyik legismertebb becsapódási kráterét jelöli, ami Arizonában, Flagstafftól keletre, a 66-os úttól délre található. A kráter 1200 méter átmérőjű, a fennsíkhoz képest 170 m mély, és 45 m magas felgyűrt pereme van. A krátert a számítások szerint egy 45 méter átmérőjű, 300 000 tonna tömegű, 19 km/s sebességgel becsapódó vasmeteorit vájta.
Ismertségét a többi becsapódási kráterrel szemben elsősorban annak köszönheti, hogy fiatal kora miatt kevéssé erodálódott, sivatagi környezete miatt pedig növényzet sem fedi be, és krátertó sem töltötte fel. Így nagyon ismert, pedig messze nem tartozik a nagy becsapódási kráterek közé.

## Története
A meteorit valamikor 50–30 000 évvel ezelőtt csapódott be, és körülbelül 200–300 millió tonna kőzetanyagot szórt szét.
A krátert a 19. században felfedező európai telepesek, majd az elsőként 1891-ben átvizsgáló Grove Karl Gilbert még vulkanikus eredetűnek gondolták. Észszerű feltételezés volt, tekintettel a mindössze 60 kilométerre fekvő San Francisco vulkanikus mezőre. Gilbert ismerte ugyan a kráter peremén és távolabb is megtalálható vas törmelék létét, de – tekintettel a törmelék csekély mennyiségére – figyelmen kívül hagyta. Vulkanikus eredetű gőzrobbanást nevezett meg a krátert kialakító okként.
1905-ben egy bányamérnök, Daniel M. Barringer jelentette ki elsőként, hogy a krátert egy vasmeteorit becsapódása okozta. Theodore Roosevelt saját kezű aláírásával bányászati jogot szerzett a kráter 2,6 négyzetkilométeres részére. Eddig az időpontig mindössze 30 tonnányi vastörmeléket gyűjtöttek össze a krátert környező területen. Mivel a becsapódások mechanikáját még nem ismerték, Barringer nem tudta, hogy a becsapódó meteorit tömegének jelentős része elpárolgott. Ezért 27 éven át próbálkozott a meteorit megtalálásával a föld alatt. Több kutatófúrása közül a legmélyebb 419 méter mélyre fúrt le.
Barringer a meteorit sebességét alaposan alábecsülte, ezért a krátert kialakító meteoritot 100 millió tonnára tette. Az adott összetétel 1905-ös árával (125 USD/tonna) úgy gondolta, hogy milliárd dolláros vagyon fekszik a föld alatt. Jelentős mennyiségű fémet azonban nem sikerült feltárni.
Még az 1920-as években is született olyan tanulmány Walter H. Bucher geológus tollából, amely szerint a krátert egy földi eredetű robbanás alakította ki. Sőt nem csak ezt, hanem számos más krátert is vizsgált és valamennyiről robbanásos eredetet állapított  meg. Csak 1936-ban cáfolták ezeket a feltevéseket John D. Boon és Claude C. Albritton.
A kráter becsapódásos eredetét csak 1960-ra sikerült bizonyítani, amikor Eugene Merle Shoemaker, Robert S. Dietz és több más kutató ugyanarra az eredményre jutott. Shoemaker a kráterben és környékén található szilícium tartalmú ásványokról kimutatta, hogy kialakulásukhoz olyan hőmérséklet és nyomás kellett, ami vulkanikus környezetben nem fordulhat elő. Ezeket tektiknek nevezzük és lényegében „sokkolt” kristályszerkezetű ásványról van szó.

## A meteorkráter ma
A kráter ma is a Barringer család tulajdonát képező társaság tulajdonában van, így nem kerülhet be a nemzeti parkok közé, mert azokhoz szövetségi tulajdon szükséges. Ezzel együtt nagyon felkapott turistalátványosság és geológiai helyszín. 1967-ben „Természetes nemzeti nevezetesség” (National Natural Landmark) címet kapott.
A kráter fontos szerepet játszott az 1960-as években az Apollo-programban, az asztronauták itt gyakorolták a Holdra szállás egyes fázisait.
1964-ben egy Cessna típusú repülőgép közelebbről meg akarta tekinteni a krátert, de a lefelé irányuló légáramlatok miatt nem tudott kirepülni a kráterből. Köröznie kellett amíg az üzemanyaga elfogyott és kényszerleszállást hajtott végre a kráter alján. A roncs egyes elemei ma is láthatók a kráterben.
Az igen jól felszerelt és kiépített látogatóközpont a kráter északi peremén fogadja a látogatókat. A látogatóközpontban számos épített és virtuális modell mutatja a becsapódások mechanizmusát, mutatja be a Föld különféle becsapódási helyeit. A látogatóközpont bejáratánál megérinthetjük a krátert kialakító meteorit legnagyobb megtalált, mintegy 800 kg-os tömbjét.
A látogatóközpont épületéből lépcső vezet fel a kráter peremére, illetve lefelé, a kráter függőleges részére. Számos, fixen beállított távcsővel ház nagyságú kilökött sziklákat lehet látni a peremen, megfigyelhető az egykori próbafúrás helye, illetve a NASA által hátrahagyott szkafander a kráter közepén, ami jól láttatja a kráter méreteit. A látogatóközpont melletti ajándékboltban meteoritdarabokat is árulnak.

## Lásd még
- becsapódási kráter
- becsapódási kráterek listája
- észak-amerikai becsapódási kráterek listája

## Források

A meteorkráter és környéke panorámafelvételen.

## Külső hivatkozások
- USA Délnyugat - Útibeszámoló magyarul